# Hibakusha

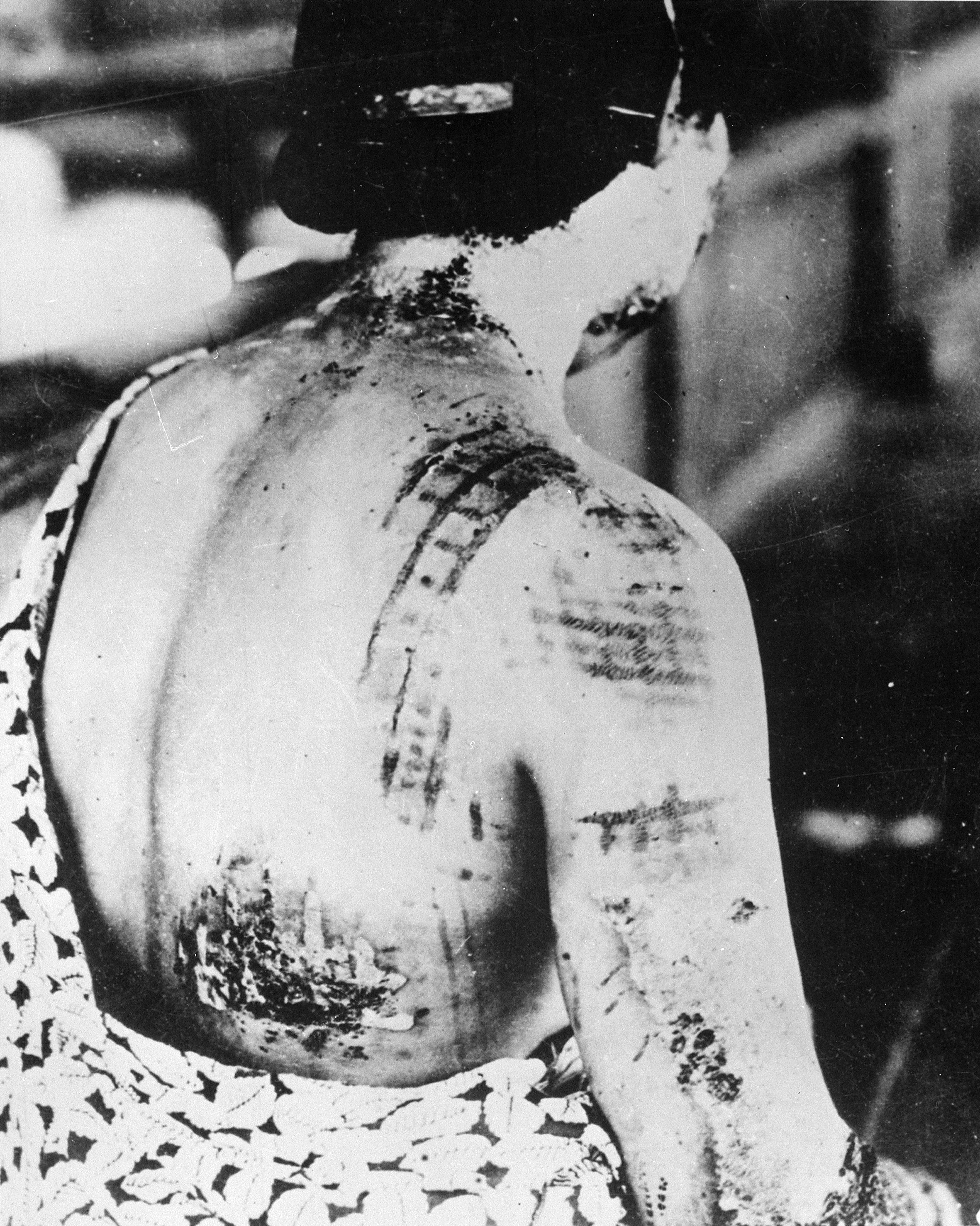
Một hibakusha trực tiếp của vụ nổ tại Hiroshima, cô bị bỏng nặng, các vết hằn trên vai cô là vết hoa văn của chính chiếc kimono cô mặc khi vụ nổ xảy ra

Hibakusha (tiếng Nhật: 被爆者 Bị Bạo giả) là cụm từ được Nhật Bản dùng để chỉ những nạn nhân của Vụ ném bom nguyên tử xuống Hiroshima và Nagasaki. Hibakusha có thể dịch ra là "những người bị ảnh hưởng bởi vụ nổ".

## Luật định
Hibakusha được xác định theo Luật Cứu trợ nạn nhân bom nguyên tử như sau: 
1. Là những người ở trong bán kính vài km tính từ tâm vụ nổ khi vụ nổ xảy ra
2. Là những người ở trong bán kính 2 km tính từ tâm vụ nổ trong vòng 2 tuần kể từ khi vụ nổ xảy ra
3. Là những người bị phơi nhiễm do bức xạ của vụ nổ
4. Là trẻ do phụ nữ thuộc một trong ba nhóm trên mang thai[2]

Các hibakusha được hưởng trợ cấp hàng tháng từ chính phủ Nhật. Những người mắc các bệnh có liên quan đến bức xạ như ung thư bạch cầu được hưởng trợ cấp y tế đặc biệt của chính phủ. Để hỗ trợ các hibakusha cũng như tham gia đấu tranh chống vũ khí hạt nhân, Hiệp hội nạn nhân bom A và bom H (Nihon Hidankyo) đã được thành lập năm 1956.

## Tình trạng
Do sự thiếu hiểu biết của một bộ phận dân chúng Nhật thời gian sau Thế chiến thứ hai, các hibakusha và con cái của họ đôi khi bị phân biệt và xa lánh vì người dân tin rằng các bệnh liên quan đến phóng xạ từ những hibakusha có thể lây sang mình và là bệnh di truyền (trong khi thực tế không phải như vậy). Vì lý do này một số hibakusha và con cháu của họ đã phải giấu đi gốc gác của mình để tránh bị phân biệt đối xử.
Tính cho đến năm 2007, có tổng cộng 251.834 người còn sống được chính phủ Nhật chứng nhận là hibakusha, họ có độ tuổi trung bình 74,6. Phần lớn trong số họ đang sống ở Nhật Bản, tuy vậy cũng có một số ít sống ở Triều Tiên hoặc các nước khác. Hàng năm cứ vào dịp kỉ niệm sự kiện bi thảm này, danh sách các hibakusha đã qua đời trong năm đó được ghi thêm vào các bia tưởng niệm đặt ở Hiroshima và Nagasaki. Tính cho đến năm 2007, số hibakusha qua đời ở Hiroshima được ghi nhận là 253.008 người, con số này ở Nagasaki là 143.124 người.

## Ủy ban thương vong bom nguyên tử Hoa Kỳ (Atomic Bomb Casualty Commission - ABCC)
Ủy ban Atomic Bomb Casualty Commission (ABCC) là một ủy ban được thành lập vào năm 1946 theo chỉ đạo của Tổng thống Harry S. Truman. Mục đích duy nhất của ủy ban là nghiên cứu những người sống sót sau các vụ ném bom nguyên tử, vì họ tin rằng sẽ không có cơ hội này cho đến khi một cuộc chiến tranh thế giới khác xảy ra. Do đó, ủy ban này đã nghiên cứu tình trạng sức khỏe của những người sống sót (Hibakusha), nhưng không điều trị cho họ. Các lãnh đạo Mỹ coi việc điều trị cho Hibakusha là sự thừa nhận trách nhiệm đối với những thương tích của họ. Kết quả là, các Hibakusha cảm thấy mình bị coi như là những chuột thí nghiệm của ủy ban ABCC.
Ủy ban ABCC cũng tập trung vào khu vực Nishiyama  của Nagasaki. Giữa tâm điểm vụ nổ và Nishiyama có các ngọn núi ngăn cách, do đó bức xạ và nhiệt từ vụ nổ không thể đến Nishiyama trực tiếp, và cũng không có thiệt hại nào. Tuy nhiên, do tro và mưa rơi xuống, bức xạ vẫn hiện diện rất nhiều. Vì vậy, sau chiến tranh, các cuộc kiểm tra sức khỏe đã được thực hiện mà không thông báo cho cư dân về mục đích của chúng. Ban đầu, các cuộc nghiên cứu ở Nishiyama do quân đội Mỹ thực hiện, nhưng sau đó đã được chuyển giao cho Ủy ban ABCC.
Một vài tháng sau các cuộc ném bom nguyên tử, người dân ở Nishiyama đã xuất hiện sự gia tăng đáng kể về số lượng bạch cầu. Ở động vật, bệnh bạch cầu có thể phát sinh sau khi toàn bộ cơ thể bị phơi nhiễm, do đó, các nhà nghiên cứu muốn tìm hiểu điều gì sẽ xảy ra với con người. Cũng đã phát hiện osteosarcoom ở con người sau khi nuốt phải vật liệu phóng xạ. Theo báo cáo mà Ủy ban ABCC viết, cư dân của khu vực Nishiyama, những người không bị ảnh hưởng trực tiếp bởi các cuộc ném bom nguyên tử, là một quần thể lý tưởng để quan sát tác động của bức xạ còn sót lại.
Hoa Kỳ tiếp tục nghiên cứu về bức xạ còn sót lại sau khi Nhật Bản trở thành quốc gia độc lập, nhưng các kết quả không bao giờ được truyền đạt cho cư dân Nishiyama. Kết quả là, sau chiến tranh thế giới thứ hai, cư dân vẫn tiếp tục làm nông nghiệp và số lượng bệnh nhân bị bạch cầu tăng lên, dẫn đến nhiều cái chết hơn.
Sau các cuộc ném bom nguyên tử, các nhà khoa học Nhật Bản muốn tiến hành nghiên cứu để giúp các hibakusha hồi phục, nhưng SCAP không cho phép người Nhật thực hiện nghiên cứu về thiệt hại do bom nguyên tử. Đặc biệt, các quy định cho đến năm 1946 rất nghiêm ngặt, dẫn đến nhiều cái chết do bức xạ hơn.
Nếu các hibakusha từ chối tham gia các cuộc kiểm tra y tế định kỳ, ABCC đã đe dọa đưa họ ra tòa án quân sự vì tội ác chiến tranh. Hơn nữa, nếu các hibakusha qua đời, ABCC đã đến tận nhà để thu thập thi thể của họ để tiến hành autopsie. Ủy ban ABCC cũng đã cố gắng thu thập thi thể của một cặp sinh đôi chết yểu để nghiên cứu. Người ta cho rằng ít nhất 1.500 cơ quan đã được gửi đến Viện Pathology của Quân đội tại Washington.

## Hình ảnh

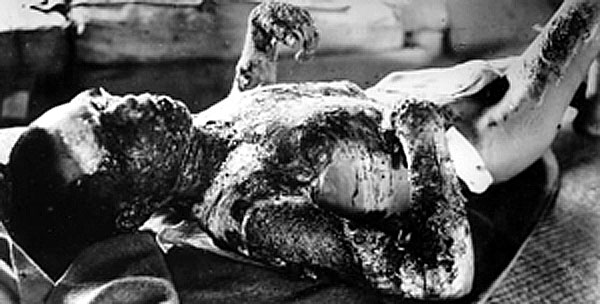
Nạn nhân trực tiếp của vụ nổ
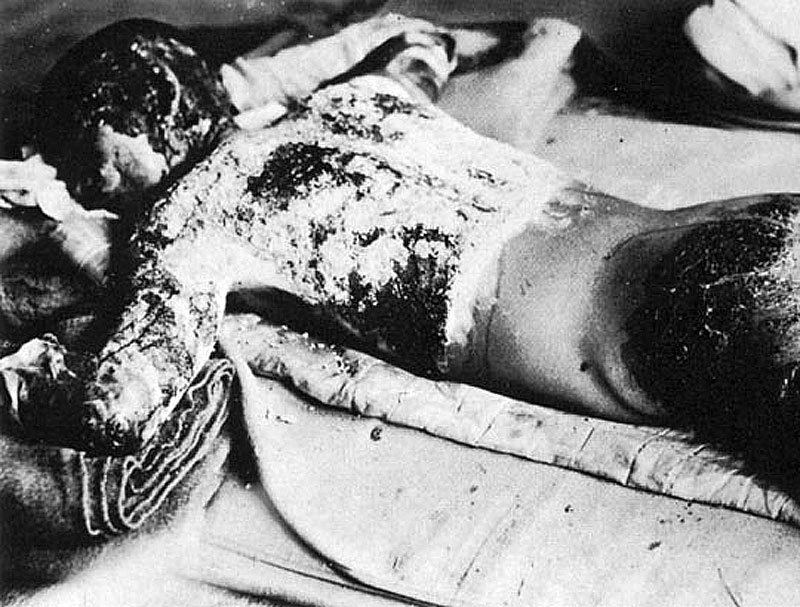
Nạn nhân trực tiếp của vụ nổ
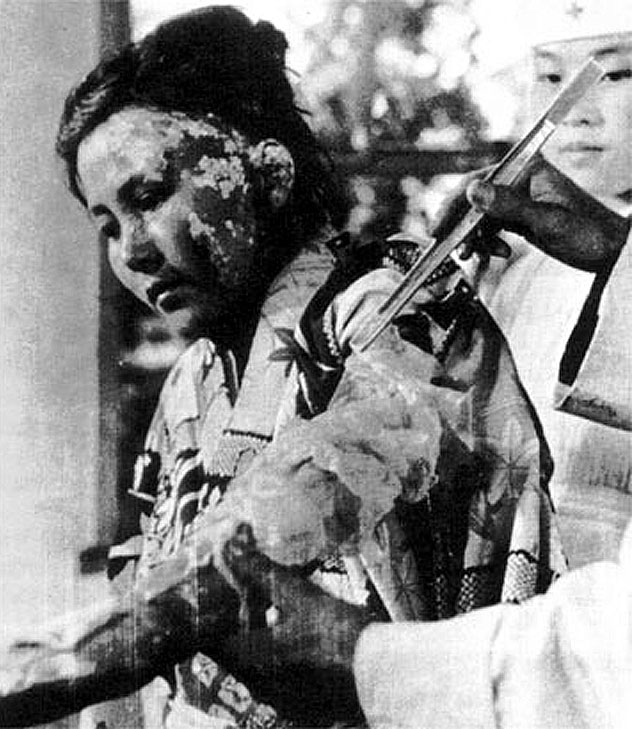
Nạn nhân trực tiếp của vụ nổ